# Список долин на Місяці
Долини на Місяці — лінійні пониження зі звивистими обрисами. Згідно з прийнятими правилами, долини називаються на честь найближчих до них геологічних структур — кратерів або гір.
| Долина     | Англ. назва | Координати                                                  | Розмір    | Епонім                                                                   | Кратер                              | Рік затвердження МАС |
| ---------- | ----------- | ----------------------------------------------------------- | --------- | ------------------------------------------------------------------------ | ----------------------------------- | -------------------- |
| Альпійська | Alpes       | 49°13′ пн. ш. 3°38′ сх. д. / 49.21° пн. ш. 3.63° сх. д.     | 155,42 км | Альпи, найвища гірська система Західної Європи                           | -                                   | 1961                 |
| Бааде      | Baade       | 45°33′ пд. ш. 77°14′ зх. д. / 45.55° пд. ш. 77.23° зх. д.   | 206,79 км | Вальтер Бааде (1893—1960), німецький астроном та астрофізик              | Бааде                               | 1964                 |
| Бора       | Bohr        | 10°15′ пн. ш. 88°52′ зх. д. / 10.25° пн. ш. 88.86° зх. д.   | 95,32 км  | Нільс Бор (1885—1962), данський фізик-теоретик                           | Бор                                 | 1976                 |
| Бувара     | Bouvard     | 38°27′ пд. ш. 82°19′ зх. д. / 38.45° пд. ш. 82.32° зх. д.   | 287,92 км | Алексіс Бувар (1767—1843), французький астроном і математик              | -                                   | 1970                 |
| Інгірамі   | Inghirami   | 43°57′ пд. ш. 72°35′ зх. д. / 43.95° пд. ш. 72.59° зх. д.   | 145,08 км | Інгірамі (1779—1851), італійський астроном                               | Інгірамі                            | 1964                 |
| Капелли    | Capella     | 7°23′ пд. ш. 35°02′ сх. д. / 7.39° пд. ш. 35.04° сх. д.     | 106,28 км | Марціан Капелла (V століття), латинський письменник                      | Капелла                             | 1984                 |
| Крістель   | Christel    | 24°32′ пн. ш. 11°05′ сх. д. / 24.54° пн. ш. 11.08° сх. д.   | 2,1 км    | Німецьке жіноче ім'я                                                     | Частина сателітного кратера Арат СА | 1976                 |
| Крішна     | Krishna     | 24°30′ пн. ш. 11°16′ сх. д. / 24.5° пн. ш. 11.26° сх. д.    | 2,9 км    | Індійське чоловіче ім'я                                                  | Частина сателітного кратера Арат СА | 1976                 |
| Паліча     | Palitzsch   | 26°10′ пд. ш. 64°38′ сх. д. / 26.16° пд. ш. 64.64° сх. д.   | 110,5 км  | Йоганн Паліч (1723—1788), німецький природознавець, астроном             | Паліч                               | 1964                 |
| Планка     | Planck      | 57°16′ пд. ш. 126°10′ сх. д. / 57.26° пд. ш. 126.16° сх. д. | 502,9 км  | Макс Планк (1858—1947), німецький фізик                                  | Планк                               | 1970                 |
| Рейта      | Rheita      | 42°31′ пд. ш. 51°39′ сх. д. / 42.51° пд. ш. 51.65° сх. д.   | 509,07 км | Антонін фон Рейта (1604—1660), чеський астроном та оптик                 | Рейта                               | 1961                 |
| Снеліуса   | Snellius    | 30°56′ пд. ш. 57°50′ сх. д. / 30.93° пд. ш. 57.84° сх. д.   | 640 км    | Вілеброрд Снеліус (1580—1626), голландський математик, фізик та астроном | Снеліус                             | 1964                 |
| Шредінгера | Schrödinger | 66°31′ пд. ш. 104°53′ сх. д. / 66.52° пд. ш. 104.88° сх. д. | 301,71 км | Ервін Шредінгер (1887—1961), австрійський фізик-теоретик                 | Шредінгер                           | 1970                 |
| Шретера    | Schröteri   | 26°10′ пн. ш. 51°35′ зх. д. / 26.16° пн. ш. 51.58° зх. д.   | 185,32 км | Йоганн Шретер (1745—1816), німецький астроном                            | Шретер                              | 1961                 |